# Museo del pueblo
Musée du Peuple
Le museo del pueblo (« musée du peuple ») ou museo circulante (« musée ambulant ») est un musée itinérant espagnol créé pendant la Seconde République. C'est l'un des premiers projets développés par les Missions pédagogiques créées par l'universitaire Manuel Bartolomé Cossío parmi les nombreuses réalisations de l'Institution libre d'enseignement. Il est inauguré le 29 mai 1931 et cesse son activité quand la guerre d'Espagne éclate en 1936.
Le « musée ambulant » permet de rapprocher les œuvres des grands génies de la peinture des gens du commun, au moyen de copies, dont certaines de taille similaire aux originaux. L'idée est de leur faire prendre conscience que ce trésor national est aussi le leur, bien que dans des conditions normales ils n'aient jamais l'occasion d'en profiter,.

## Historique
Chargé par le gouvernement républicain de « diffuser la culture générale, l'orientation moderne de l'enseignement et l'éducation des citoyens dans les villages, les villes et les lieux, en accordant une attention particulière aux intérêts spirituels de la population rurale », Manuel Bartolomé Cossío, président du conseil d'administration des Misiones Pedagógicas, place une poignée de peintres bénévoles (ou « missionnaires culturels ») à la tête du museo del pueblo (« musée du peuple ») ou museo ambulante (« musée ambulant »), parmi lesquels Ramón Gaya, Juan Bonafé Bourguignon (es), Ismael González de la Serna, Luis Blesa y Prats (es) et Eduardo Vicente (es).

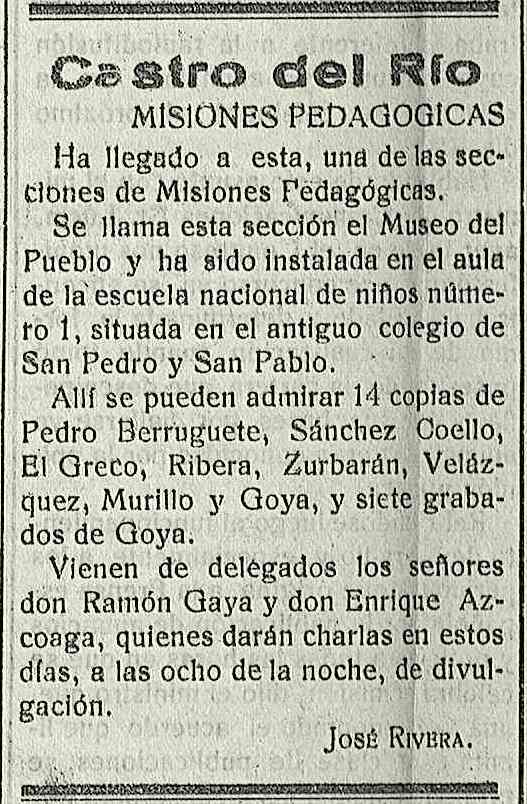
Exemple d'annonce dans la presse de la venue du museo del pueblo à Castro del Río.

Deux collections ambulantes ont été achevées : la première était constituée de quatorze copies de tableaux du musée du Prado, principalement réalisées par Bonafé, Gaya et Vicente ; dans la seconde, qui comprenait des gravures de Goya et d'autres copies d'œuvres de l'Académie royale des beaux-arts Saint-Ferdinand et du musée Cerralbo (es), les peintres González de la Serna et Luis Blesa ont également participé. La coordination était dirigée par Ramón Gaya qui, avec Antonio Sánchez Barbudo (es), Enrique Azcoaga (es) et Luis Cernuda, officiait comme guide, expliquant les peintures aux paysans.
Les tableaux, bien emballées, étaient transportés dans un camion vers les villes où l'arrivée du musée ambulant était annoncée plusieurs jours auparavant au moyen d'affiches ou d'articles dans la presse. Des membres bénévoles préparaient le lieu de l'exposition ; ils présentaient les œuvres et répondaient aux questions pendant qu'elle avait lieu. Le matin, on visitait le musée ; le soir, on projetait d'autres œuvres. Quand le budget le permettait, la fonction était accompagnée d'un gramophone, d'un appareil de projection de diapositives ou cinématographique, et l'on offrait des gravures de reproduction des tableaux sous forme de phototype ou d'héliogravure. Les expositions devaient coïncider avec des festivals ou des foires locales et durer au moins une semaine.
Parmi les peintres des peintures originales figuraient : Pedro Berruguete, Alonso Sánchez Coello, El Greco, Francisco de Zurbarán, José de Ribera, Diego Velázquez, Esteban Murillo et Francisco de Goya,.